# Saica apicalis
Saica apicalis är en insektsart som beskrevs av Henry Fairfield Osborn och Drake 1915. Saica apicalis ingår i släktet Saica och familjen rovskinnbaggar. Inga underarter finns listade i Catalogue of Life.